# Personal Rapid Transit

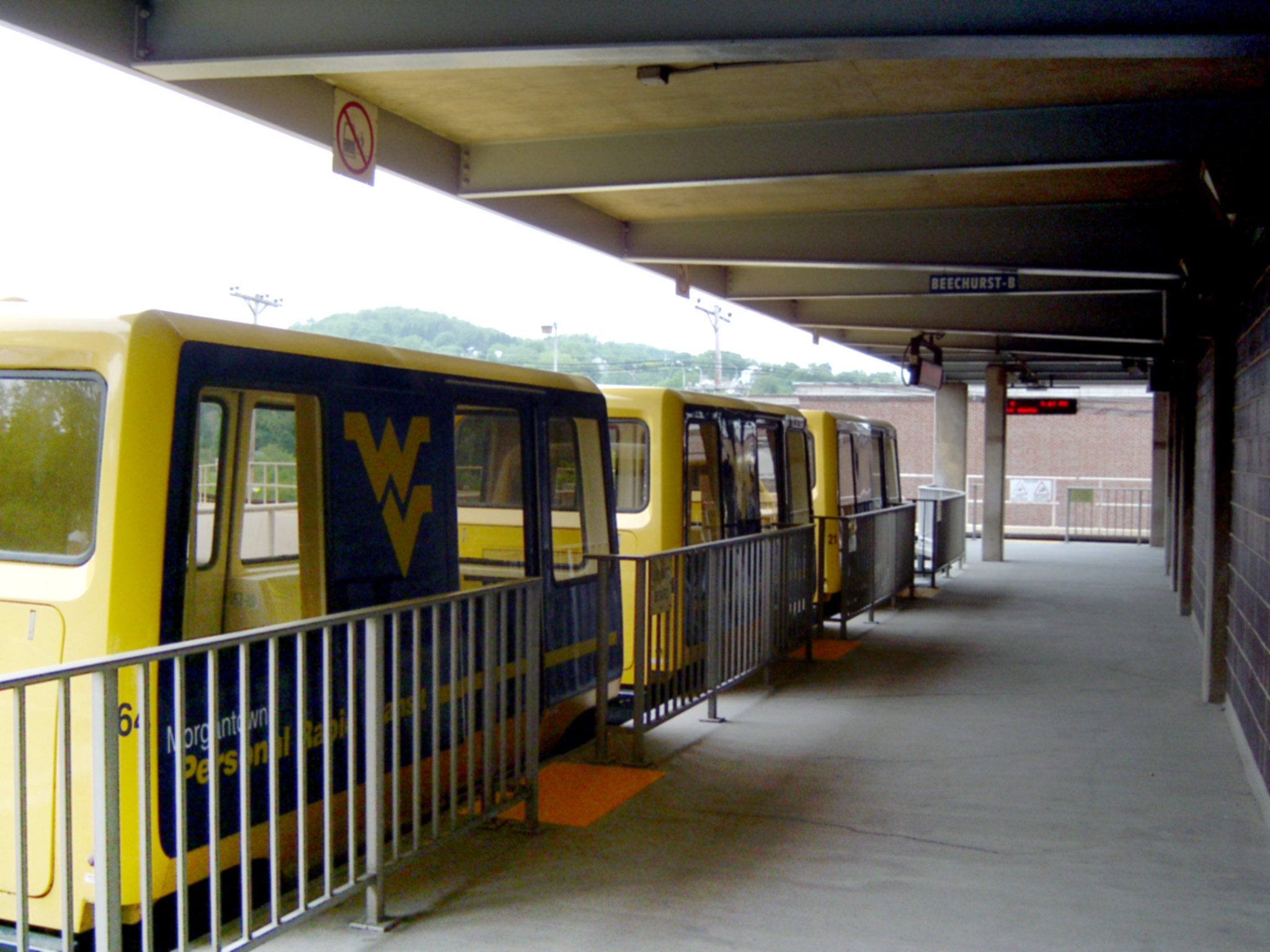
Un veicolo della Morgantown Personal Rapid Transit alla WVU.

Personal rapid transit (PRT), chiamato anche Trasporto Personale Automatico (PAT), è un mezzo di trasporto pubblico futuristico che offre trasporto a richiesta, trasporto senza fermate, usando piccoli veicoli indipendenti su una rete di linee a corsia protetta e guidata.  Molti differenti design sono stati proposti, ultimo fra tutti quello del 2008 per l'aeroporto di Londra Heathrow basato sull'ULTra, aperto nel 2011. Tipologia simile è il Morgantown Personal Rapid Transit della West Virginia University, è operativo dal 1975.

## Approfondimento
La maggior parte dei sistemi di trasporto muovono le persone in gruppi su percorsi già programmati, l'attesa iniziale fa perdere tempo ai passeggeri. Le fermate programmate fanno consumare energia e sprecare il tempo dei passeggeri a causa dei continui rallentamenti e delle accelerazioni trasportando il peso del veicolo e dei passeggeri diretti verso altre stazioni.
Il sistema di trasporto rapido personale vuole eliminare questi sprechi muovendo persone senza soste intermedie in piccoli gruppi usando piccoli veicoli automatici. L'acronimo PRT venne formalmente introdotto nel 1988 dall'associazione ATRA (Advanced Transit Association), un gruppo che cerca di trovare soluzioni ai problemi di trasporto, anche se il concetto non venne definito dall'ATRA.
| In comune con le automobili              | - I veicoli sono piccoli da 2 a 6 passeggeri - I veicoli sono usati individualmente come i taxi, e vengono condivisi solo con passeggeri che effettuano la stessa corsa - I veicoli viaggiano su una rete guidata simile alle strade. Il viaggio è da punto a punto senza fermate intermedie o trasferimenti. - Può essere disponibile su prenotazione oraria - Le fermate sono separate dal tragitto tradizionale permettendo così le fermate senza intralciare il traffico degli altri veicoli |
| In comune con tram, autobus e monorotaie | - Sono un servizio pubblico (anche se non necessariamente di proprietà pubblica) che viene utilizzata da molte persone - Riduzione dell'inquinamento locale (sono dotati di motori elettrici) - I passeggeri salgono e scendono attraverso stazioni di modeste dimensioni |
| In comune con il people mover            | - Completamente automatizzato, incluso il controllo del veicolo, il tragitto ed il pagamento - Prevalentemente sopraelevate, riduzione dell'utilizzo del suolo e della congestione del traffico |
| Fattori autonomi                         | - I movimenti del veicolo possono essere coordinati, diversamente dalle auto e dalle moto - Piccoli veicoli permettono la costruzione di piccole infrastrutture - I veicoli automatici possono muoversi molto ravvicinati. Tra le possibilità vi è quella di farli camminare a pochi centimetri di distanza per ridurre lo sforzo di penetrazione dell'aria, aumentare la velocità e l'efficienza energetica                                                                                     |

## Le reti PRT
Attualmente una linea che richiama il PRT è operativa, una è in costruzione e molte sono state progettate e pianificate.
| Località                              | Stato       | Sistema | Data | Estensione della rete | Stazioni / Veicoli | Note |
| ------------------------------------- | ----------- | ------- | ---- | --------------------- | ------------------ | --- |
| Morgantown, Virginia Occidentale, USA | Operativa   | WVU PRT | 1975 | 13,2 km               | 5 / 73             | Fino a 20 passeggeri per veicolo, durante le ore di scarso utilizzo non si effettuano percorsi punto-punto                                                                            |
| London Heathrow Airport, UK           | Operativa   | ULTra   | 2009 | 3,8 km                | 3 / 18             | È il primo sistema completamente PRT del mondo, ad oggi collega il Terminal 5 ad un parcheggio. Se avrà successo è prevista l'estensione della rete in tutto l'impianto aeroportuale. |
| Masdar City, Abu Dhabi, UAE           | Operativa   | T.B.D.  | 2011 | 33,1 km               | 83 / 2500          | Le automobili saranno estromesse, l'unico mezzo motorizzato sarà il PRT e la Ferrovia Leggera Intercity (intercity light rail)                                                        |
| Daventry, Northamptonshire, UK        | Pianificata | T.B.D.  | 2012 | 4,9 km                | 5 / 25             | È in progetto un'espansione del progetto fino ad arrivare a 55 km di percorsi e 500 veicoli.                                                                                          |
| Santa Cruz, California, USA           | Proposto    | T.B.D.  |      |                       |                    | |
| Bawadi, Dubai, UAE                    | Proposto    | T.B.D.  |      |                       |                    | Le dimensioni totali di Bawadi sono 139 milioni di metri quadrati e 10 km in lunghezza                                                                                                |

## Tipologie di PRT
La tabella seguente mostra molte tipologie di PRT.
| Sistema                   | Località      | Attivo? | Stato                         | Posti a sedere (per veicolo) | Percorso          | Sospeso/ A terra | Propulsore             |
| ------------------------- | ------------- | ------- | ----------------------------- | ---------------------------- | ----------------- | ---------------- | ---------------------- |
| Morgantown PRT (Boeing)   | West Virginia | Si      | In Servizio                   | 8 seduti più 12 in piedi     | cemento           | A terra          | motori rotativi        |
| ULTra (ATS Ltd)           | UK            | Si      | In costruzione sistema pilota | 4                            | cemento           | A terra          | motori rotativi        |
| Vectus PRT (POSCO)        | Corea del Sud | Si      | Prototipo                     | 4                            | Acciaio           | A terra          | motori lineari         |
| CVS                       | Giappone      | No      | Prototipo                     | 4                            | Acciaio           | A terra          | motori rotativi        |
| PRT2000 (Raytheon)        | USA           | No      | Prototipo                     | 4                            | Acciaio           | A terra          | motori rotativi        |
| Skyweb Express (Taxi2000) | Minnesota     | Si      | Prototipo incompleto          | 3                            | Acciaio           | A terra          | motori lineari         |
| 2getthere PRT             | Paesi Bassi   | Si      | Prototipo incompleto          | 6                            | Cemento           | A terra          | motori rotativi        |
| MISTER                    | Polonia       | Si      | Prototipo incompleto          | 5                            | Acciaio           | Sospeso          | motori rotativi        |
| JPods                     | USA           | Si      | Modello in scala              | 4                            | Acciaio           | Sospeso          | motori rotativi        |
| Beamways                  | Svezia        | Si      | Progetto                      | 3 or 4                       | Acciaio           | Sospeso          | motori rotativi        |
| SkyTaxi                   | Russia        | Si      | Progetto                      | 1,2,4                        | Acciaio           | A terra          | motori rotativi        |
| SkyTran (UniModal)        | California    | Si      | Progetto                      | 2                            | Acciaio           | Sospeso          | motori lineari, maglev |
| Aramis (Matra)            | Parigi        | No      | Prototipo non funzionante     | 10                           | Binari in acciaio | A terra          | motori rotativi        |

Il sistema Morgantown PRT è conosciuto come quasi-PRT, perché manca di alcune caratteristiche come il sistema 100% a richiesta.

## Storia
Alcuni dei concetti espressi dal PRT nascono prima del XX secolo, ma il moderno PRT inizia ad essere pensato nel 1953 quando Donn Fichter, uno studioso di trasporti urbani, iniziò ad effettuare ricerche sul PRT e su metodi alternativi di trasporto di massa. Nel 1964, Fichter pubblicò un libro, dove proponeva un sistema di trasporto pubblico automatico per zone a media e bassa densità abitativa. Nel 1966, il dipartimento statunitense per la casa e lo sviluppo urbano venne interpellato dirigere uno studio [...] nuovi sistemi di trasporto urbano che potessero trasportare persone e merci [...] velocemente, in sicurezza, senza inquinare e che contribuisse a migliorare la pianificazione cittadina. Il report finale venne pubblicato nel 1968 e propose lo sviluppo del PRT, insieme ad altri sistemi come l'autobus a richiesta e il collegamento veloce interurbano.
Nei tardi anni sessanta, la Aerospace Corporation, un'azienda indipendente non a scopo di lucro creata dal Congresso, spese molto tempo e capitali sul PRT, creando molte delle prime teorie ed analisi. In ogni caso questa azienda non è autorizzata a vendere progetti a stati non federati. Nel 1969, i membri del gruppo di studi pubblicò la prima descrizione a larga tiratura del PRT su Scientific American. Nel 1978 il team pubblicò anche un libro.
Nel 1967, il gigante dell'industria spaziale Matra iniziò il progetto Aramis a Parigi. Dopo aver speso circa 500 milioni di franchi, il progetto venne cancellato quando fallì le prove del novembre 1987. I progettisti avevano provato a far lavorare l'Aramis come un treno virtuale, ma alcuni problemi di software facevano muovere i veicoli in maniera inaccettabile e il progetto venne cancellato. La crisi energetica del 1973 rese la benzina più cara, questo stimolò lo sviluppo del PRT.
Tra il 1970 ed il 1978, il Giappone lavorò su un progetto chiamato CVS (Computer-controlled Vehicle System). Su dei test a scala reale, 84 veicoli hanno operato a velocità di circa 60 km/h su un percorso di circa 5 km. Un'altra versione del CVS ha operato con pubblico per sei mesi dal 1975 al 1976, il sistema era composto da 12 veicoli a cassa singola e 4 veicoli a cassa doppia su un percorso di 1.6 km composto da 5 stazioni. Questa versione ha trasportato oltre 800.000 passeggeri. Il CVS venne eliminato quanto il ministro delle infrastrutture e dei trasporti giapponese dichiarò che non era sicuro per quanto riguarda i sistemi di frenata e di distanza tra i veicoli.
Nel 1975 il progetto Morgantown Personal Rapid Transit venne completato. Nonostante il suo nome ed il fatto che abbia 5 stazioni (separate dai percorsi) che permettono un percorso senza sosta, a programma individuale che sono caratteristiche tipiche del PRT, questo non viene considerato dalla autorità un PRT perché i suoi veicoli sono troppo pesanti e trasportano troppe persone, e anche perché alcune volte non effettua percorsi programmati punto-punto, invece viene utilizzato come un mezzo di trasporto automatizzato che sposta le persone da un punto preimpostato ad un altro senza poter scegliere la destinazione. Questo sistema viene ancora utilizzato nella West Virginia University a Morgantown (Virginia Occidentale) trasportando circa 15.000 persone al giorno (dati del 2003). Il suo successo è stato dimostrato ma non venne mai venduto altrove perché la costruzione del percorso è troppo cara.
Dal 1969 al 1980, Mannesmann Demag e Messerschmitt-Bölkow-Blohm collaborarono per costruire il Cabinentaxi, sistema di trasporto locale urbano, in Germania. Crearono una tecnologia PRT estesa che venne considerata dal governo tedesco pienamente sviluppata e sicura. Il sistema doveva essere installato ad Amburgo, ma tagli al budget bloccarono la costruzione dell'opera prima della posa del cantiere. Senza progetti potenziale all'orizzonte, la joint venture si sciolse e la rete completamente sviluppata non venne mai installata. La Cabintaxi Corporation, compagnia statunitense, ottenne la tecnologia nel 1985, e rimase attiva nel mercato del settore privato del sistema dei trasporti.
Negli anni novanta, Raytheon investì fortemente in un sistema chiamato PRT2000 che era basato su una tecnologia sviluppata da J. Edward Anderson all'Università del Minnesota. Raytheon fallì nell'installazione di un sistema a Rosemont (Illinois) vicino a Chicago, quando stimò che i costi erano salito a circa 50 milioni di dollari per miglio, questo a causa di cambiamenti progettuali che aumentarono il peso ed il costo rispetto al progetto originale. Nel 2000, i diritti della tecnologia tornarono all'università e furono successivamente acquistate da Taxi2000.
Nei tardi anni novanta Douglas Malewicki iniziò il progetto dello SkyTran. Il suo progetto si basava su veicoli con poche parti in movimento e caratteristiche quali il riconoscimento vocale. Usando la levitazione magnetica passiva la velocità prevista per i veicoli è di 160 km/h; la capacità dei veicoli è modificata per tale velocità e per distanze tra i veicoli di mezzo secondo.
Nel 2002 nei Paesi Bassi durante un'esibizione vennero rese operative 25 vetture da 4 passeggeri, queste vetture trasportavano i passeggeri su una linea a spirale fino a sopra una collina, le vetture erano denominate CyberCab. Il percorso era di circa 600 metri (per direzione) ed aveva solo due stazioni. Questa manifestazione di sei mesi servì soprattutto per testare l'accettazione del pubblico verso i sistemi tipo PRT. Il CyberCab è una tipologia di mezzo di trasporto di vicinato, il veicolo girava da solo tramite una guida magnetica.
Il centro ricerca Ford nel 2003 propose un sistema basato su un veicolo dual-mode denominato PRISM. Esso avrebbe utilizzato binari pubblici, i veicoli dovrebbero pesare meno di 600 kg.
Nel gennaio del 2003, viene presentato il prototipo del sistema ULTra (Urban Light TRAnsport) da parte della Advanced Transport Systems Ltd, a Cardiff nel Galles è stato omologato per trasportare persone su un percorso di test di circa 1 km dall'Ispettorato alle Ferrovie Britanniche. Il sistema ULTra è anche stato selezionato nell'ottobre del 2005 per l'aeroporto Heathrow di Londra.  È stato pianificato che il sistema inizierà a trasportare passeggeri dai parcheggi più remoti fino all'area del terminal centrale. Se il sistema funzionerà piani futuri prevedono l'utilizzo per tutto l'aeroporto e la regione circostante.
Nel giugno del 2006 un consorzio Koreo-svedese, il Vectus Ltd, iniziò la costruzione di una linea di testi di 400 metri a Uppsala in Svezia. Questo sistema è stato presentato nel 2007 ad una conferenza cittadina.

## Caratteristiche tecniche
Tra il grande numero di prototipi (e l'enorme numero di progetti esistenti su carta) esistono delle differenze anche sostanziali.

### Progetti dei veicoli
Il peso del veicolo influenza le dimensioni ed il costo dei percorsi, dimensioni e pesi sono la voce principale per quanto riguarda i costi. Veicoli più larghi sono più costosi da produrre, richiedono percorsi più larghi e costosi e usano più energia per fermarsi e ripartire. Di contro, tali veicoli hanno uno spazio maggiore per passeggero, motori più grossi e sono più efficienti di quelli piccoli.
Ad oggi il numero medio di utilizzatori di un veicolo privato è straordinariamente basso, di norma in tutti i paesi industrializzati ogni mezzo privato trasporta in media meno di due persone per veicolo. Basandosi su questo fatto, alcuni hanno suggerito che in un sistema PRT due passeggeri per veicolo o anche un solo passeggero per veicolo sarebbe perfetto.  Altri progetti scelgono veicoli più grandi, rendendo possibile il trasporto di famiglie con figli piccoli, persone con biciclette e passeggeri disabili con sedie a rotelle.

#### Propulsori
Tutti i progetti attuali sono azionati dall'elettricità, per ridurre il peso dei veicoli l'energia viene trasmessa attraverso la linea piuttosto che utilizzare batterie. Secondo il progettista dello Skyweb/Taxi2000, J. Edward Anderson, il sistema più leggero è avere motore elettrico lineare sulla vettura e alimentazione tramite il binario sia per accelerare che per frenare. I motori lineari sono utilizzati da un numero limitato di veicoli da trasporto, la maggior parte dei progetti utilizza invece il classico motore a rotazione.

#### Interscambi
La maggior parte dei progetti permette l'interscambio dei percorsi attraverso guide invece di utilizzare le tradizionali ruote sterzanti. Le guide (analoghe agli scambi ferroviari) governano le vetture nel percorso e negli scambi di pista rendendo più semplice ed economica la struttura delle vetture, con economie anche sulla durata dei mezzi.
Alcuni progettisti considerano invece la soluzione con ruote sterzanti di minor impatto visivo ed anche più funzionali. La assistenza di processori dedicati su ogni mezzo e sensori adeguati permette una vicinanza tra i mezzi molto elevata, e soprattutto il guasto di un singolo mezzo non compromette la funzionalità degli altri.
Le presenza delle guide costringe ad aumentare le distanze tra le vetture, ogni veicolo infatti non deve giungere nella zona di scambio prima che il veicolo precedente la liberi, e che lo scambio stesso si reindirizzi, se occorre, su una nuova direzione. Gli scambi con guide inoltre rendono difficili e complessi gli smistamenti addossati. Quindi anche gli smistamenti devono essere più distanziati tra loro, questo aumenta gli spazi operativi degli impianti e le dimensioni delle stazioni.

### Infrastrutture

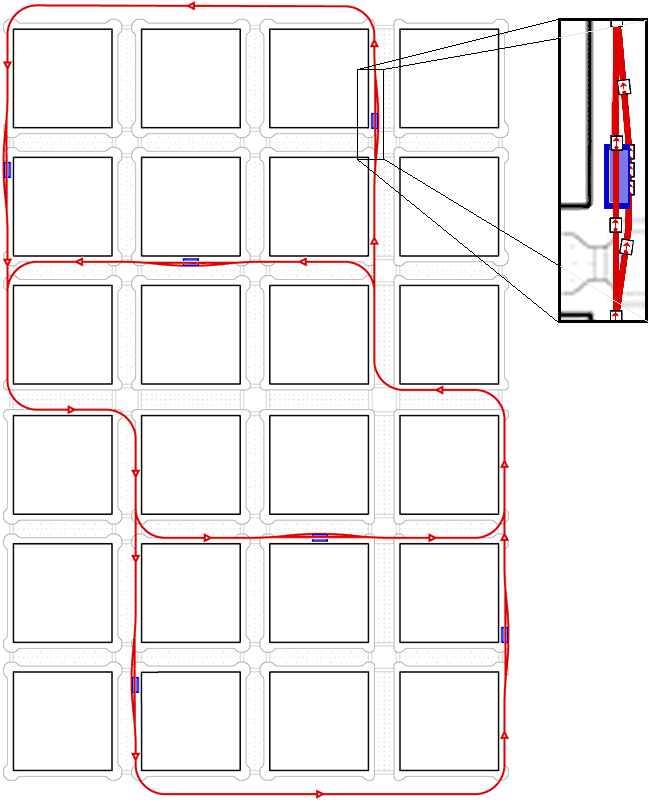
Raffigurazione semplificata di una possibile rete PRT. I rettangoli blu indicano le stazioni. Il dettaglio mostra una stazione fuori dalla rampa.

#### Tracciati
Ci sono dei dibattiti circa la migliore tipologia di percorso, tra le proposte troviamo percorsi simili a quelli delle monorotaie, ponti sospesi e su strada condotti da cavi. La maggior parte dei progetti prevede di inserire i veicoli sopra le strade, con una riduzione dell'inquinamento visivo, dei costi e delle installazioni su strada. Un tracciato aereo è necessariamente più alto, ma anche più stretto. Molti prototipi usano anche i tracciati per distribuire energia ed effettuare comunicazioni dati.
Il Morgantown PRT superò il preventivo dei costi a causa del suo tracciato riscaldato dal vapore, in modo da resistere alla condizioni di neve e di ghiaccio (le future proposte dovranno essere meno dispendiose).

#### Stazioni
Le stazioni sono solitamente vicine tra loro e situate lateralmente al percorso in modo che per l'arresto il mezzo liberi la via di scorrimento, così che gli altri mezzi possano superare il veicolo che sta caricando o scaricando i passeggeri. Ogni stazione dovrebbe avere più di un punto disponibile per l'arresto, magari anche con un veicolo lasciato in sosta, pronto per gli eventuali passeggeri. Le stazioni sono previste molto piccole, senza servizi essenziali come i bagni. Per le stazioni sopraelevate, inoltre bisogna installare un ascensore per l'accessibilità.

### Caratteristiche operazionali

#### Capacità
Il PRT solitamente è un'alternativa ai sistemi con binario, quindi le comparazioni vengono effettuate con quei sistemi. Nei veicoli PRT si possono servire meno persone rispetto a treni ed autobus e bisogna ovviare a questo problema tramite velocità medie più alte e percorsi dedicati su flussi certi.

#### Efficienza energetica
I vantaggi di efficienza energetica vantati dai proponenti del PRT comprendono due caratteristiche operative considerate basilari: un fattore di carico accresciuto (i mezzi viaggiano solo in presenza di utenti) e l'eliminazione di arresti e delle partenze intermedie.

#### Consumi ed inquinamento
Tutte le soluzioni di tipo PRT sono con mezzi leggeri, a trazione elettrica, su tracciato ottimizzato e dedicato.

### Opposizioni e controversie
Opposizioni allo schema proposto dal PRT sono state espresse su alcuni problemi:

#### Nuova opinione urbanistica
Molti esponenti della New Urbanism, un movimento di progettazione urbana che invoca città dove poter passeggiare, hanno espresso opinioni sul PRT.
Peter Calthorpe e Peter Hall hanno considerato positivamente il concetto di fondo del PRT, invece James Howard Kunstler è in disaccordo: "Se volete sostituire l'auto perché farlo con qualcosa che non solo è come l'auto ma non è neanche utile quanto un'auto? Sembra da pazzi."

#### Altre preoccupazioni
Preoccupazioni sono state espresse circa l'impatto visivo delle strutture necessarie, spesso sopraelevate, e delle stazioni. Il Report OKI del 2001 ha espresso il concetto che i tracciati sopraelevati creerebbero barriere visive, perdita della privacy, e sarebbero poco producenti per i rapporti interpersonali. Alcuni commercianti di Cincinnati si sono opposti ritenendo che vie dedicate e delimitate avrebbero tolto possibilità di accesso a potenziali clienti dai loro esercizi a livello stradale. 
Come per altre tipologie di trasporto pubblico, ci sono preoccupazioni circa le politiche di lotta al vandalismo ed al terrorismo.